# Dihalometan
Dihalometan (DMH) är kemiska föreningar av metan där två av väteatomerna har bytts ut mot halogener. De används huvudsakligen industriellt som köldmedium och lösningsmedel. Många dihalometaner är cancerogena och/eller är skadliga för ozonlagret.
| Formel  | Molekylvikt | Systematiskt namn | Andra namn          | Varunamn                      | Molekylmodell |
| ------- | ----------- | ----------------- | ------------------- | ----------------------------- | ------------- |
| CH2F2   | 52,02       | Difluormetan      | Metylendifluorid    | Freon 32, HFC-32, FC-32, R-32 |               |
| CH2ClF  | 68,48       | Fluorklormetan    | Metylenfluoroklorid | Freon 31, CFC-31, R-31        |               |
| CH2Cl2  | 84,93       | Diklormetan       | Metylendiklorid     | Freon 30, R-30, DCM           |               |
| CH2BrF  | 112,93      | Bromfluormetan    | Metylenfluorobromid | CFC-31B1, R-31B1              |               |
| CH2BrCl | 129,38      | Bromklormetan     | Metylenklorobromid  | Halon 1011, BCM, CBM          |               |
| CH2FI   | 159,93      | Fluorjodmetan     | Metylenfluorojodid  | —                             | —             |
| CH2Br2  | 173,83      | Dibrommetan       | Metylendibromid     | R-30B2, DBM, MDB              |               |
| CH2ClI  | 176,38      | Jodklormetan      | Metylenklorojodid   | —                             |               |
| CH2BrI  | 220,84      | Bromjodmetan      | Metylenbromojodid   | —                             |               |
| CH2I2   | 267,84      | Dijodmetan        | Metylendijodid      | —                             |               |